# التصريح بما تواتر في نزول المسيح
التصريح بما تواتر في نزول المسيح كتاب من تأليف أنور شاه الكشميري ت 1353 هـ، طبع الكتاب عدة مرات محققًا. والكتاب ينقل أخبار نزول المسيح كجزء من علامات آخر الزمان الواردة في الأحاديث النبوية وآثار الصحابة و التابعين، وهذه الأخبار جزء من علامات يوم القيامة ، ولا يتطرق المؤلف في كتابه إلى المصادر المسيحية واليهودية. وتختلف الروايات المسيحية في ما يدعى المجيء الثاني للمسيح عن الروايات الإسلامية وإن اتفقت معها في بعض الجوانب. تزامن تأليف الكتاب مع انتشار الديانة الجديدة القاديانية التي تنكر النزول الحقيقي للمسيح وتجعله رمزيًا؛ بحيث يقولون أن المقصود بنـزوله هو مجيء شخص شبيه به من الأمة الإسلامية.

## الأحاديث الواردة في الكتاب
- والذي نفسي بيده، ليوشكن أن ينزل فيكم ابن مريم حكماً عدلاًَ، فيكسر الصليب، ويقتل الخنزير، ويضع الحرب، ويفيض المال، حتى لا يقبله أحد، حتى تكون السجدة الواحدة خيراً من الدنيا وما فيها
- كيف أنتم إذا نزل ابن مريم فيكم وإمامكم منكم
- لا تزال طائفة من أمتي يقاتلون على الحق ظاهرين
- ليهلن ابن مريم بفج الروحاء حاجًا أو معتمرًا
- غير الدجال أخوفني عليكم، إن يخرج وأنا فيكم فأنا حجيجه دونكم، وإن يخرج ولست فيكم فامرؤ حجيج نفسه، والله خليفتي على كل مسلم
- فيبعث الله عيسى ابن مريم كأنه عروة بن مسعود
- لا تقوم الساعة حتى ينزل الروم بالأعماق أو بدابق فيخرج إليهم جيش من المدينة من خيار أهل الأرض يومئذ، فإذ تصافوا قالت الروم: خلوا بيننا وبين الذين سبوا منا نقاتلهم، فيقول المسلمون: لا والله لا نخلي بينكم وبين إخواننا، فيقاتلونهم، فينهزم ثلث لا يتوب الله عليهم أبداً، ويقتل ثلث هم أفضل الشهداء عند الله، ويفتتح الثلث لا يفتنون أبداً، فيفتتحون
- نار تخرج من اليمن تطرد الناس إلى محشرهم
- عصابتان من أمتي أحرزهما الله تعالى من النار
- ليس بيني وبينه نبي، يعني عيسى، وإنه نازل، فإذا رأيتموه فاعرفوه: رجل مربوع إلى الحمرة والبياض، بين ممصرتين، كأن رأسه يقطر وإن لم يصبه بلل، فيقاتل الناس على الإسلام، فيدق الصليب، ويقتل الخنزير، ويضع الجزية، ويهلك الله في زمانه الملل كلها إلا الإسلام، ويهلك المسيح الدجال، فيمكث في الأرض أربعين سنة، ثم يتوفى، فيصلي عليه المسلمون
- لا تقوم الساعة حتى ينزل عيسى ابن مريم حكمًا مقسطًا

- إن الله لم يبعث نبيا إلا حذر أمته الدجال
- لقيت ليلة أسري بي إبراهيم وموسى وعيسى، قال: فتذاكروا أمر الساعة، فردوا أمرهم إلى إبراهيم فقال: لا علم لي بها، فردوا الأمر إلى موسى فقال: لا علم لي بها، فردوا الأمر إلى عيسى، فقال: أما وجبتها فلا يعلمها أحد إلا الله تعالى. ذلك وفيما عهد إلي ربي عز وجل أن الدجال خارج، قال: ومعي قضيبان، فإذا رآني ذاب كما يذوب الرصاص. قال: فيهلكه الله، حتى إن الحجر والشجر ليقول: يا مسلم إن تحتي كافرًا فتعال فاقتله. قال: فيهلكهم الله تعالى

روي عن أبو هريرة في مسند أحمد: 
| التصريح بما تواتر في نزول المسيح | الأنبياء إخوة لعلات، دينهم واحد، وأمهاتهم شتى. وأنا أولى الناس بعيسى ابن مريم، لأنه لم يكن بيني وبينه نبي، وإنه نازل، فإذا رأيتموه فاعرفوه، فإنه رجل مربوع إلى الحمرة والبياض، سبط، كأن رأسه يقطر وإن لم يصبه بلل، بين ممصرتين، فيكسر الصليب، ويقتل الخنزير، ويضع الجزية ويعطل الملل حتى يهلك الله في زمانه الملل كلها غير الإسلام، ويهلك الله في زمانه المسيح الدجال الكذاب، وتقع الأمنة في الأرض، حتى ترتع الإبل مع الأسد جميعًا، والنمور مع البقر، والذئاب مع الغنم، ويلعب الصبيان والغلمان بالحيات، لا يضر بعضهم بعضًا، فيمكث ما شاء الله أن يمكث، ثم يتوفى، فيصلي عليه المسلمون ويدفنونه | التصريح بما تواتر في نزول المسيح |

- يكون للمسلمين ثلاثة أمصار
- رأيت منذ قمت أصلي ما أنتم لاقون في دنياكم وآخرتكم
- كيف تهلك أمة أنا أولها وعيسى ابن مريم آخرها
- لن يخزي الله أمة أنا في أولها وعيسى في آخرها
- إن الدجال لو خرج في زمانكم لرمته الصبيان بالخذف
- سيدرك رجال من أمتي عيسى ابن مريم ويشهدون قتال الدجال
- لا تقوم الساعة حتى تكون عشر آيات
- إن الأعور الدجال مسيح الضلالة يخرج من قبل المشرق
- إني لأرجو إن طال بي عمر أن ألقى عيسى ابن مريم
- لن تهلك أمة أنا في أولها وعيسى ابن مريم في آخرها والمهدي في وسطها
- أن امرأة من اليهود بالمدينة ولدت غلاما ممسوحة عينه طالعة ناتئة
- ينزل عيسى ابن مريم عند المنارة البيضاء شرقي دمشق
- يخرج الدجال في خفة من الدين
- لا تزال طائفة من أمتي على الحق ظاهرين على من ناوأهم حتى يأتي أمر الله
- عن عائشة دخل علي رسول الله صلى الله عليه وسلم وأنا أبكي، فقال لي: ما يبكيك؟ قلت: يا رسول الله ذكرت الدجال فبكيت، فقال رسول الله صلى الله عليه وسلم: إن يخرج وأنا حي كفيتكموه، وإن يخرج الدجال بعدي فإن ربكم عز وجل ليس بأعور، إنه يخرج في يهودية أصبهان، حتى يأتي المدينة، فينزل ناحيتها، ولها يومئذ سبعة أبواب، على كل نقب منها ملكان، فيخرج إليه شرار أهلها، حتى يأتي الشام: حتى يأتي فلسطين باب لد، فينزل عيسى عليه السلام فيقتله. ثم يمكث عيسى عليه السلام في الأرض أربعين سنة إماماً عدلاً، وحكماً مقسطاً
- ينزل عيسى ابن مريم فإذا رآه الدجال ذاب كما تذوب الشحمة
- فناره جنة وجنته نار
- أنا أعلم بما مع الدجال منه
- ثم ينزل عيسى ابن مريم مصدقًا بمحمد على ملته
- وكنت أسأل عن الشر مخافة أن أدركه
- والذي بعثني بالحق نبيًا ليجدن عيسى ابن مريم في أمتي خلفًا من حواريه
- منا الذي يصلي عيسى ابن مريم خلفه
- يا عم إن الله تعالى ابتدأ الإسلام بي وسيختمه بغلام من ولدك
- يا عباس إن الله تعالى بدأ بي هذا الأمر
- عن حذيفة بن اليمان رضي الله عنه قال: قلت: يا رسول الله الدجال قبل أم عيسى ابن مريم؟ قال: الدجال ثم عيسى ابن مريم، ثم لو أن رجلاً أنتج فرسًا لم يركب مهرها حتى تقوم الساعة ثم لو أن رجلًا أنتج فرسًا لم يركب مهرها حتى تقوم الساعة
- ينزل عيسى ابن مريم بشرقي دمشق عند المنارة البيضاء
- يغزو الهند بكم جيش يفتح الله عليهم، حتى يأتوا بملوكهم مغللين بالسلاسل، يغفر الله ذنوبهم، فينصرفون حين ينصرفون فيجدون ابن مريم بالشام
- الدجال أول من يتبعه سبعون ألفا من اليهود عليهم السيجان
- ما فيه إلا موضع قبري وقبر أبي بكر وعمر وعيسى ابن مريم
- ينزل عيسى ابن مريم فيمكث في الناس أربعين سنة
- يرفع القرآن من صدور الرجال ومصاحفهم
- طوبى لعيش بعد المسيح
- «إن النصارى أتوا رسول الله صلى الله عليه وسلم فخاصموه في عيسى ابن مريم، وقالوا له: من أبوه؟ وقالوا على الله الكذب والبهتان. فقال لهم النبي صلى الله عليه وسلم: ألستم تعلمون أنه لا يكون ولد إلا وهو يشبه أباه؟ قالوا: بلى، قال: ألستم تعلمون أن ربنا حي لا يموت، وأن عيسى يأتي عليه الفناء؟ قالوا: بلى، قال: ألستم تعلمون أن ربنا قَيِّم على كل شيء يكلأه ويحفظه ويرزقه؟. قالوا: بلى، قال: فهل يملك عيسى من ذلك شيئاًَ؟ قالوا: لا. قال: أفلستم تعلمون أن الله عز وجل لا يخفى عليه شيء في الأرض ولا في السماء؟ قالوا: بلى، قال: فهل يعلم عيسى من ذلك شيئاً إلا ما عُلِّمَ؟ قالوا: لا. قال: فإن ربنا صوَّر عيسى في الرحم كيف شاء، فهل تعلمون ذلك؟ قالوا: بلى. قال: ألستم تعلمون أن ربنا لا يأكل الطعام، ولا يشرب الشراب، ولا يحدث الحدث؟ قالوا: بلى، قال: ألستم تعلمون أن عيسى حملته أمه كما تحمل المرأة، ثم وضعته كما تضع المرأة ولدها، ثم غذي كما تغذي المرأة الصبي، ثم كان يطعم الطعام، ويشرب الشراب، ويحدث الحدث؟ قالوا: بلى. قال: فكيف يكون هذا - إلهاً - كما زعمتم؟ قال: فعرفوا، ثم أبوا إلا جحوداً! فأنزل الله عز وجل: {الم. اللَّهُ لَا إِلَهَ إِلَّا هُوَ الْحَيُّ الْقَيُّومُ}.»
- ينزل عيسى ابن مريم إلى الأرض فيتزوج ويولد له
- يدفن عيسى ابن مريم مع رسول الله صلى الله عليه وسلم وصاحبيه
- من أنكر خروج المهدي فقد كفر بما أنزل على محمد
- إن عيسى لم يمت وإنه راجع إليكم قبل يوم القيامة
- إن عيسى عليه السلام يتزوج في الأرض ويقيم بها تسع عشرة سنة
- خير هذه الأمة أولها وآخرها
- لما رأى عيسى عليه السلام قلة من اتبعه وكثرة من كذبه شكا ذلك إلى الله تعالى
- مثل أمتي مثل الغيث
- يأتي سباخ المدينة وهو محرم عليه أن يدخلها
- ينزل عيسى ابن مريم على ثمانمائة رجل وأربعمائة امرأة
- يخرج الدجال عدو الله ومعه جنود اليهود وأصناف الناس
- كان طعام عيسى عليه السلام الباقلاء حتى رفع
- هذا الجبل هو الذي رفع منه عيسى عليه السلام إلى السماء
- يقوم ملك بالصور بين السماء والأرض فينفخ فيه فتنطلق كل نفس إلى جسدها